# Anadara adamsi
Anadara adamsi ist eine Muschel-Art aus der Familie der Archenmuscheln (Arcidae).

## Merkmale
Das ungleichklappige, stark geblähte Gehäuse ist im Umriss annähernd rhomboidal mit einer maximalen Länge von 30 mm. Die linke Klappe ist geringfügig größer und überlappt die rechte Klappe. Es ist stark ungleichseitig, der hintere Teil ist stark verlängert. Die leicht nach vorne eingerollten Wirbel sitzen deutlich vor der Mittellinie. Der Dorsalrand ist gerade, die Ecken zum Vorder- und Hinterrand sind gespitzt. Der Hinterrand ist schwach gewölbt und steht schräg nach außen zur Längsachse des Gehäuses. Der Übergang zum Ventralrand ist eng gerundet. Der Vorderrand ist weit gerundet. Vom Wirbel zieht sich ein deutlicher Kiel zum hinteren Ende des Ventralrandes. Das Ligament liegt im Wesentlichen hinter den Wirbeln. Das Dorsalfeld ist schmal-lanzettförmig, es weist ein bis drei, winkelförmige Gruben auf. Die Schlossleiste hat im vorderen Teil 15 Zähnchen, im hinteren Teil 21 bis 24 Zähnchen. Besonders die hinteren Zähnchen werden nach außen hin länger und stehen dann zunehmend schräg nach außen.
Die Schale ist weißlich und glänzend. Die Ornamentierung besteht aus 28 bis 30 Rippen, die auf der linken Klappe geringfügig breiter sind als auf der rechten Klappe. Die Rippen sind im hinteren Gehäuseteil und im Bereich der Wirbel leicht knotig, besonders so auf der linken Klappe. Das Periostracum ist hellbraun bis dunkelbraun mit seltenen, gespitzten Borsten, die über die gesamte Oberfläche verteilt sind. Der innere Gehäuserand ist gekerbt, die Kerben stimmen mit den Rippen der Außenseite überein.

## Geographische Verbreitung und Lebensraum
Das Verbreitungsgebiet der Art erstreckt sich an der amerikanischen Westküste von Punta Santa Inés, Niederkalifornien (Mexiko) (27.9° N) bis Salinas, Provinz Santa Elena (früher Guayas), Ecuador (2.2° S).
Die Tiere leben im flachen Wasser von etwa 8 Meter bis 54 Meter Wassertiefe.

## Taxonomie
Die Art wurde von Olsson 1961 in der Kombination Anadara (Diluvarca) adamsi aufgestellt. Sie ist als gültiges Taxon anerkannt. Diluvarca Woodring, 1925 wird als Synonym von Anadara Lamarck, 1809 angesehen.

## Belege